# Provão Paulista

Logotipo do Provão Paulista

O Provão Paulista, oficialmente Provão Paulista Seriado, é um vestibular brasileiro anual que ocorre no estado de São Paulo desde 2023. É voltado especificamente para estudantes matriculados em redes públicas de ensino.

## História
O Provão Paulista foi anunciado em 10 de julho de 2023 pelo governador de São Paulo, Tarcísio de Freitas, sendo instituído de maneira oficial em 18 de setembro. A prova é voltada especificamente para estudantes matriculados em redes públicas de ensino. O sistema é composto por uma série de exames ao longo do ensino médio, o que implica que um estudante que está no primeiro ano em 2023, por exemplo, terá que realizar a prova nos anos subsequentes, ou seja, em 2024 e 2025. Somente após essas três edições, sua nota final será calculada para concorrer a uma vaga na graduação.

### 2023
Cinco instituições de ensino em São Paulo participaram do processo seletivo, oferecendo aproximadamente 15 mil vagas disputadas pelos candidatos:
- Universidade de São Paulo (USP): 1.500 vagas
- Universidade Estadual Paulista (Unesp): 934 vagas
- Universidade Estadual de Campinas (Unicamp): 325 vagas
- Universidade Virtual do Estado de São Paulo (Univesp): 2.620 vagas
- Faculdades de Tecnologia de São Paulo (Fatecs): 10 mil vagas

Segundo informações do governo paulista, cerca de 1,2 milhão de alunos se inscreveram para participar do Provão, sendo que 1,7 mil estavam matriculados em instituições de ensino de outros estados.
A primeira edição estava prevista para ocorrer nos dias 28 e 30 de novembro para os estudantes do terceiro ano. Devido a uma greve envolvendo metrô e CPTM, a prova do dia 28 foi adiada para o dia 29. Para o primeiro e segundo ano, as provas ocorreriam nos dias 30 de novembro e 1.º de dezembro, mas também devido à greve, foram adiadas para 1.º e 4 de dezembro.
O tema da redação da prova do dia 30 de novembro foi vazado um dia antes em três escolas. A Secretaria da Educação do Estado de São Paulo (Seduc-SP) anunciou que a situação seria investigada.